# Прокіп Довженко
Прокіп Довженко (* д/н — † бл. 1761) — військовий суддя Війська Запорозького Низового (1756-1761), наказний кошовий отаман у 1756 році. Відомий також як Процик, Довженок, в російських документах — Довженков, Прокофій Донський.

## Життєпис
Відомостей про походження обмаль. Належав до Донського куреня Нової Січі. З огляду на це припускають, що прибув з Дону. 1752 року обирається курінним отаманом. Того ж року давав свідчення Торській слідчій комісії щодо конфліктів з донськими козаками. 1754 року вдруге обирається курінним отаманом.
1756 року обирається військовим суддею Війська Запорозького Низового. У листопаді того ж року сприяв поваленню кошового отамана Федора Шкури, що перед тим на раді скинув кошового Григорія Лантуха. Довженко стає наказним отаманом до 1 січня 1757 року, коли новим кошовим стає Данило Гладкий.
1757 року під час нових виборів знову стає військовим суддею. 1761 року втретє обирається суддею. Подальша доля невідома, можливо помер, оскільки наприкінці того ж року військовим суддею значився вже Петро Калнишевський.